# Alanzo Adlam
Alanzo Adlam (Jamaica; 12 de marzo de 1989) es un futbolista jamaiquino. Juega como mediocampista y actualmente se encuentra en North East Stars de la TT Pro League.

## Selección
Ha sido internacional con la Selección de fútbol de Jamaica en 4 ocasiones anotando 1 gol.

## Clubes
| Club               | País              | Año           |
| ------------------ | ----------------- | ------------- |
| Harbour View FC    | Jamaica           | 2009 - 2010   |
| Sporting Central   | Jamaica           | 2010 - 2011   |
| Portmore United FC | Jamaica           | 2011 - 2012   |
| IFK Mariehamn      | Finlandia         | 2013          |
| Portmore United FC | Jamaica           | 2013-2014     |
| Arnett Gardens FC  | Jamaica           | 2014-2015     |
| North East Stars   | Trinidad y Tobago | 2015-presente |